# A State of Trance Ibiza 2016
A State of Trance Ibiza 2016, è una compilation facente parte della collana A State of Trance, mixata dal DJ e produttore discografico olandese Armin van Buuren. È stata pubblicata dalla casa discografica olandese Armada, il 19 agosto 2016.

## Tracce

### CD 1 - On the Beach
1. Before The Story – Luke Bond
2. Follow The Light – Arty & Andrew Bayer
3. Left Behinds – Paris Blohm & Taylr Renee
4. Battlefront – David Gravell
5. Sun Goes Down – Estiva
6. Amun – ilan Bluestone & Jason Ross
7. Wired – Rodg
8. Crocodile Tears – Kryder
9. Body Language – Same K & Stendahl
10. Edge Of Life – Cosmic Gate & Eric Lumiere
11. Hyperdrive – Willem de Roo
12. Crux – Mohamed Ragab & Attila Syah
13. Vela – Assaf
14. Revive (Airborn Remix) – Snatt & Vix
15. Luna – Protoculture & Johnny Yono
16. Mystique – Omnia
17. Restart (Henry Dark Remix) – KhoMha feat. Mike Schmid
18. Smile – DRYM & Jennifer Rene
19. You And Me – MaRLo feat. Chloe

### CD 2 - In The Club
1. The Race – Armin van Buuren & Dave Winnel
2. Off The Hook (Mark Sixma Remix) – Hardwell & Armin van Buuren
3. Flashlight – Armin van Buuren & Ørjan Nilsen
4. The Funkatron – Robbie Rivera vs Tom Staar
5. All Systems Down – Andrew Rayel & KhoMha
6. Caught In The Slipstream (KhoMha Remix) – Armin van Buuren feat. Bullysongs
7. The New World (Fisherman & Hawkins Remix) – Markus Schulz
8. Into – Super8 & Tab
9. Gotta Be Love (Giuseppe Ottaviani Remix) – Armin van Buuren feat. Lyrica Anderson
10. I Believe – Omnia & Audrey Gallagher
11. Neo Paradise – Jorn van Deynhoven
12. Hands To Heaven (Chris Schweizer Remix) – Armin van Buuren feat. Rock Mafia
13. Restless Hearts (Ben Nicky Remix) – Mark Sixma & Emma Hewitt
14. Smack (Waio Remix) – Simon Patterson
15. Aerys (Mark Sherry Remix) – Heatbeat
16. Until We Meet Again (Ben Nicky Remix) – Gareth Emery & Ben Gold
17. Ignite (Allen Watts Melodic Remix) – Allen & Envy & UDM
18. The Switch – Ben Nicky & Chris Schweizer